# 乌斯季伊利姆斯克
乌斯季伊利姆斯克（羅馬化：Ust-Ilimsk）是俄罗斯伊尔库茨克州的一座城市。位于安加拉河畔。人口86,610人（2010年）。在俄罗斯行政区划中，乌斯季伊利姆斯克为乌斯季伊利姆斯克区的行政中心。